# Polyporus choseniae
Polyporus choseniae är en svampart som först beskrevs av Vassilkov, och fick sitt nu gällande namn av Erast Parmasto 1975. Polyporus choseniae ingår i släktet Polyporus och familjen Polyporaceae.   Inga underarter finns listade i Catalogue of Life.